# Důl Jan (Dubí)
Důl Jan (Johanni) také Svatý Jan nebo Nový Jan byl černouhelný důl v katastrálním území Dubí v okrese Kladno v kladensko-rakovnické uhelné pánvi. 

## Historie
Důl byl založen v roce 1824 buštěhradským velkostatkem jižně od dolových partií těžaře Václava Černého. Důl se nacházel vedle silnice z Kladna do Vrapic (silnice II/101, Vrapická čp. 395).
Jáma byla hloubena v profilu 1,7 × 1,3 m do hloubky 42,7 m, kde dosáhla výběžku uhelné sloje jižně od jámy. Po vyuhlení slojového laloku byla sloj sledována po úpadu západním směrem až do hloubky 171 m. Sloj měla mocnost až 3,6 m kvalitního spékavého kovářského uhlí. V letech 1838–1838 byl k těžbě používán koňský žentour, v té době ojedinělé zařízení na Kladensku. Uhlí bylo na trakařích sváženo k jámě odkud pak bylo vytaženo v dřevěných bednách na povrch. V roce 1838 byl žentour nahrazen parním parním strojem a později pro potřebu čerpání důlní vody byl instalován druhý parní stroj o výkonu 8–12 HP. Při ručním čerpání vody bylo zaměstnáno až 108 lidí. V roce 1851 došlo k dohodě o společném čerpání důlní vody se společností Florentina Roberta z dolu Naděje (Hoffnung). Přebytečný parní stroj byl převezen a instalován na dole Marie Anna v Dubí společnosti Císařských buštěhradských dolů. Uvolněná strojovna a kotelna byly přeměněny v roce 1853 na byt, zámečnickou a truhlářskou dílnu. Po roce 1885 byla jáma zasypána a objekty využívány k bydlení. V roce 1999 byl nad jámou zbudován ochranný poval.

## Objekt strojovny
V roce 1999 byl podán návrh na prohlášení kulturní památkou bývalý objekt strojovny a kotelny dolu Jan. Jednalo se o dvoupodlažní zděný omítaný dům na půdorysu obdélníku s valbovou střechou a výrazným komínovým tělesem. Ministerstvo kultury České republiky návrh neschválilo. V průběhu doby byly ze střechy odstraněny dva vikýře, komín byl o jednu třetinu snesen, dále byly zvětšené okenní otvory a osazeny moderními okny. V nedávné době (2017) byla budova zvýšena o jedno poschodí, střecha je sedlová.